# Zephyranthinea
Zephyranthinea es una subtribu de plantas bulbosas geófitas perteneciente a la familia de las amarilidáceas. 
Por lo general, son pequeñas plantas con flores solitarias. La espatas están fusionadas formando un tubo alrededor del pedúnculo de la flor. Incluye cuatro géneros:

## Géneros
- Zephyranthes Herb.
- Cooperia Herb. A veces considerado un subgénero de Zephyranthes.[2]
- Habranthus Herb.
- Sprekelia Heist.

Los miembros del género Haylockia ahora están clasificados en Habranthus. Pyrolirion anteriormente incluido en Zephyranthes, es actualmente considerado un género emplazado en la tribu Eustephieae.